# Lista de pilotos da Champ Car

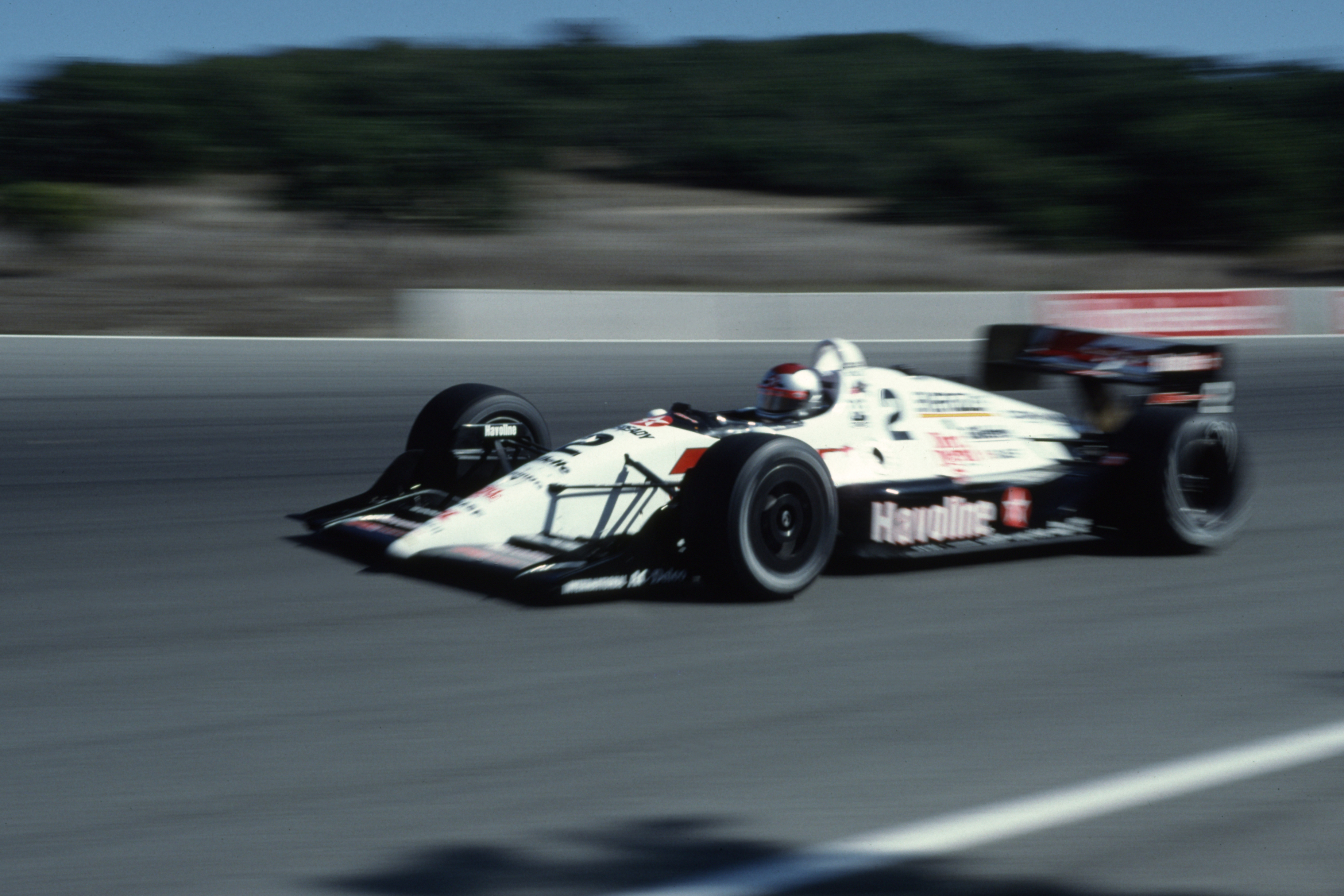
Michael Andretti, o maior vencedor de "corridas Indy" sob a chancela da Champ Car, pilotando a Newman-Haas.

Esta é uma lista de pilotos de corridas da Fórmula Mundial, o principal campeonato de automobilismo dos Estados Unidos, organizado pela CART. O campeonato consiste numa série de corridas, conhecidas como Grande Prêmios (do inglês: Grand Prix, realizados normalmente em pistas ou casualmente em ruas fechadas das cidades e principalmente em circuitos ovais, que são os mais tradicionais no automobilismo americano. O Grande Prêmio mais famoso são as 500 Milhas de Indianápolis, disputada no Indianapolis Motor Speedway em Indiana. Os resultados de cada corrida são somados e definem atualmente dois campeões: pilotos e equipes.
Desde a Crianção da CART, até a cisão que resultou na criação da Indy Racing League, as 500 Milhas de Indianápolis foram realizadas sob a chancela da USAC. Com isso, a corrida não fez parte do Campeonato de IndyCar, valendo apenas para o USAC Gold Crown, resultando em dois campeonatos nacionais paralelos em 1979. A controvérsia sobre a primeira "divisão" nas corridas Indy chegou ao seu primeiro clímax nas 500 milhas de Indianápolis em 1979, quando a USAC rejeitou inscrições de certos proprietários da CART. Os proprietários ganharam uma liminar para serem autorizados a competir, e mais tarde, uma outra controvérsia surgiu, desta vez envolvendo canos de descarga ilegais. Por causa dessa briga, muitas lista de vencedores de corridas Indy retira as Indy 500 realizadas pela USAC, cálculo esse que não levamos em conta nessa página.
Com isso, foi adicionadas vitórias para Rick Mears (4), Emerson Fittipaldi (2), Al Unser Jr (2), Jacques Villeneuve (1), Arie Luyendyk (1), Al Unser (1), Bobby Rahal (1), Danny Sullivan (1), Tom Sneva (1), Gordon Johncock (1), Bobby Unser (1) e Johnny Rutherford (1).

## Lista de pilotos (1979-2007)
| Pilotos                                                                                           | Temporadas                                        | Equipes | Vitórias | Info    |
| Pilotos com vitórias na Champ Car                                                                 |                                                   | |          |         |
| Michael Andretti                                                                                  | (1983-1992) e (1994-2002)                         | Kraco, Newman-Haas, Chip Ganassi e Motorola | 42       | [ 4 ]   |
| Sébastien Bourdais                                                                                | (2003-2007)                                       | Newman-Haas | 31       | [ 5 ]   |
| Paul Tracy                                                                                        | (1991-2007)                                       | Dale Coyne, Penske, Newman-Haas, Green e Forsythe                                                                                                  | 31       | [ 6 ]   |
| Al Unser Jr                                                                                       | (1982-1999)                                       | Forsythe, Galles, Shierson e Penske | 31       | [ 7 ]   |
| Rick Mears                                                                                        | (1979-1992)                                       | Penske | 26       | [ 8 ]   |
| Bobby Rahal                                                                                       | (1982-1998)                                       | Truesports, Kraco, Galles e Rahal | 24       | [ 9 ]   |
| Emerson Fittipaldi                                                                                | (1984-1996)                                       | WIT, Patrick, Penske e Hogan | 22       | [ 10 ]  |
| Mario Andretti                                                                                    | (1979-1994)                                       | Penske, Patrick e Newman-Haas | 19       | [ 11 ]  |
| Danny Sullivan                                                                                    | (1982), (1984-1993) e (1995)                      | Forsythe, Shierson, Penske, Patrick, Galles e PacWest                                                                                              | 17       | [ 12 ]  |
| Alex Zanardi                                                                                      | (1996-1998) e (2001)                              | Chip Ganassi e Mo Nunn | 15       | [ 13 ]  |
| Cristiano da Matta                                                                                | (1999-2002) e (2005-2006)                         | Arciero-Wells, PPI, Newman-Haas, PKV, Dale Coyne e RuSPORT                                                                                         | 12       | [ 14 ]  |
| Bobby Unser                                                                                       | (1979-1981)                                       | Penske | 11       | [ 15 ]  |
| Johnny Rutherford                                                                                 | (1979-1990), (1992) e (1994)                      | McLaren, Chaparral, Patrick, Shierson, Gilmore, Penske, Morales, King, Foyt, Menards, Stoops, Union e Walker                                       | 11       | [ 16 ]  |
| Juan Pablo Montoya                                                                                | (1999-2000)                                       | Chip Ganassi | 10       | [ 17 ]  |
| Jimmy Vasser                                                                                      | (1992-2006)                                       | Hayhoe-Cole, Chip Ganassi, Patrick, Rahal, Johansson e PKV                                                                                         | 10       | [ 18 ]  |
| Dario Franchitti                                                                                  | (1997-2002)                                       | Hogan e Green | 10       | [ 19 ]  |
| Tom Sneva                                                                                         | (1979-1992)                                       | O'Connell, Bignotti-Cotter, Mayer, All American Racers, CURB, Hemelgarn, Granatelli e Menards                                                      | 10       | [ 20 ]  |
| Bruno Junqueira                                                                                   | (2001-2007)                                       | Chip Ganassi, Newman-Haas e Dale Coyne | 8        | [ 21 ]  |
| Adrián Fernández                                                                                  | (1993-2003)                                       | Galles, Tasman, Patrick, Fernández | 8        | [ 22 ]  |
| Gil de Ferran                                                                                     | (1995-2001)                                       | Hall, Walker e Penske | 7        | [ 23 ]  |
| Hélio Castroneves                                                                                 | (1998-2001)                                       | Bettenhausen, Hogan e Penske | 6        | [ 24 ]  |
| Gordon Johncock                                                                                   | (1979-1985), (1987-1989) e (1991-1992)            | Patrick e Hemelgarn | 6        | [ 25 ]  |
| Nigel Mansell                                                                                     | (1993-1994)                                       | Newman-Haas | 5        | [ 26 ]  |
| Kenny Bräck                                                                                       | (2000-2002)                                       | Rahal e Chip Ganassi | 5        | [ 27 ]  |
| A. J. Allmendinger                                                                                | (2004-2006)                                       | RuSPORT e Forsythe | 5        | [ 28 ]  |
| Greg Moore                                                                                        | (1996-1999)                                       | Forsythe | 5        | [ 29 ]  |
| Patrick Carpentier                                                                                | (1997-2004)                                       | Bettenhausen e Forsythe | 5        | [ 30 ]  |
| Teo Fabi                                                                                          | (1983-1984), (1988-1990) e (1992-1996)            | Forsythe, Porsche, Newman-Haas, Hall e PacWest | 5        | [ 31 ]  |
| Jacques Villeneuve                                                                                | (1994-1995)                                       | Green | 5        | [ 32 ]  |
| Justin Wilson                                                                                     | (2004-2007)                                       | Conquest e RuSPORT | 4        | [ 33 ]  |
| Al Unser                                                                                          | (1979-1994)                                       | Chaparral, Longhorn, Penske, Granatelli, Porsche, Patrick, Foyt, Menards, King e Arizona                                                           | 4        | [ 34 ]  |
| André Ribeiro                                                                                     | (1995-1998)                                       | Tasman e Penske | 3        | [ 35 ]  |
| Max Papis                                                                                         | (1996-2003)                                       | Arciero-Wells, Rahal, Sigma, Fernández e PKV | 3        | [ 36 ]  |
| Mark Blundell                                                                                     | (1996-2000)                                       | PacWest | 3        | [ 37 ]  |
| Arie Luyendyk                                                                                     | (1984-1995) e (1997)                              | Bettenhausen, Provimi, Hemelgarn, Simon, Shierson, Chip Ganassi, Indy Regency e Menards                                                            | 3        | [ 38 ]  |
| Roberto Moreno                                                                                    | (1985-1986), (1994), (1996-2001), (2003) e (2007) | Galles, Arizona, Payton Coyne, Newman-Haas, Bettenhausen, Project CART, PacWest, Patrick, Herdez e Pacific                                         | 2        | [ 39 ]  |
| Christian Fittipaldi                                                                              | (1995-2002)                                       | Walker e Newman-Haas | 2        | [ 40 ]  |
| Robby Gordon                                                                                      | (1992-1999)                                       | Chip Ganassi, Foyt, Walker, Hogan, Arciero-Wells e Gordon                                                                                          | 2        | [ 41 ]  |
| Will Power                                                                                        | (2005-2007)                                       | Team Australia | 2        | [ 42 ]  |
| Ryan Hunter-Reay                                                                                  | (2003-2005)                                       | Johansson, American Spirit e Rocketsports | 2        | [ 43 ]  |
| Robert Doornbos                                                                                   | (2007)                                            | Minardi | 2        | [ 44 ]  |
| Scott Pruett                                                                                      | (1988-1989), (1991-1993) e (1995-1999)            | Simon, Union, Truesports, ProFormance, Patrick e Arciero-Wells                                                                                     | 2        | [ 45 ]  |
| Bryan Herta                                                                                       | (1994-2003)                                       | Foyt, Chip Ganassi, Rahal, Walker, Mo Nunn, Forsythe, Zakspeed e PKR                                                                               | 2        | [ 46 ]  |
| Scott Goodyear                                                                                    | (1987) e (1989-1996)                              | Gohr, Hemelgarn, Mackenzie, O'Donnell, Shierson, Walker, King e Tasman                                                                             | 2        | [ 47 ]  |
| Roberto Guerrero                                                                                  | (1984-1995)                                       | Bignotti-Cotter, Granatelli, Morales, Patrick, King, Euromotorsport e Pagan                                                                        | 2        | [ 48 ]  |
| Michel Jourdain Jr                                                                                | (1996-2004)                                       | Simon, Payton Coyne, Bettenhausen, Rahal e RuSPORT                                                                                                 | 2        | [ 49 ]  |
| Mario Domínguez                                                                                   | (2002-2007)                                       | Herdez, Forsythe, Dale Coyne, Rocketsports, Forsythe, PKV, Pacific e Minardi                                                                       | 2        | [ 50 ]  |
| John Paul Jr                                                                                      | (1982-1985) e (1989-1994)                         | | 1        | [ 51 ]  |
| Tony Kanaan                                                                                       | (1998-2002)                                       | Tasman, Forsythe e Mo Nunn | 1        | [ 52 ]  |
| Scott Dixon                                                                                       | (2001-2002)                                       | PacWest e Chip Ganassi | 1        | [ 53 ]  |
| Maurício Gugelmin                                                                                 | (1993-2001)                                       | Simon, Chip Ganassi e PacWest | 1        | [ 54 ]  |
| Alex Tagliani                                                                                     | (2000-2007)                                       | Forsythe, Rocketsports, Walker e RuSPORT | 1        | [ 55 ]  |
| Kevin Cogan                                                                                       | (1981-1991) e (1993)                              | O'Connell, Penske, Bignotti-Cotter, CURB, All American Racers, Forsythe, Kraco, Patrick, Union, Granatelli, Stoops, Menards e Galles-Kraco         | 1        | [ 56 ]  |
| Oriol Servià                                                                                      | (2000-2007)                                       | PPI, Sigma, PacWest, Patrick, Dale Coyne, Newman-Haas, PKV e Forsythe                                                                              | 1        | [ 57 ]  |
| Pancho Carter                                                                                     | (1979-1992) e (1994)                              | Morales, Galles, Union, Leader, Arciero-Wells, Hemelgarn, Gilmore e McCormack                                                                      | 1        | [ 58 ]  |
| Jacques-Joseph Villeneuve                                                                         | (1982), (1984-1986) e (1992)                      | Jamieson, Canadian Tire, Hemelgarn e Arciero-Wells                                                                                                 | 1        | [ 59 ]  |
| Mike Mosley                                                                                       | (1979-1983)                                       | All American Racers, March, Brayton e Kraco | 1        | [ 60 ]  |
| John Andretti                                                                                     | (1987-1994)                                       | CURB, Granatelli, Porsche, Hall/VDS e Foyt | 1        | [ 61 ]  |
| Nelson Philippe                                                                                   | (2004-2007)                                       | Conquest, Rocketsports, e CTE-HVM | 1        | [ 62 ]  |
| Héctor Rebaque                                                                                    | (1981)                                            | Forsythe | 1        | [ 63 ]  |
| Pilotos que disputaram ao menos uma prova na Champ Car                                            |                                                   | |          |         |
| Danny Ongais                                                                                      | (1979-1980) e (1983-1987)                         | Interscope | 0        | [ 64 ]  |
| Tom Bagley                                                                                        | (1979-1980) e (1983)                              | X | 0        | [ 65 ]  |
| Wally Dallenbach                                                                                  | (1979)                                            | Patrick | 0        | [ 66 ]  |
| Lee Kunzman                                                                                       | (1979-1980)                                       | X | 0        | [ 67 ]  |
| Vern Schuppan                                                                                     | (1979-1982)                                       | O'Connell, Wysard, Theodore e Kraco | 0        | [ 68 ]  |
| Bill Alsup                                                                                        | (1979-1984)                                       | WASP, Gehlhausen, Team Penske e Alsup | 0        | [ 69 ]  |
| Joe Saldana                                                                                       | (1979-1980)                                       | X | 0        | [ 70 ]  |
| Spike Gehlhausen                                                                                  | (1979-1982) e (1984-1988)                         | X | 0        | [ 71 ]  |
| Salt Walther                                                                                      | (1979-1981) e (1990-1991)                         | Dayton Walther, Walmotor, Bignotti-Cotter e Walther                                                                                                | 0        | [ 72 ]  |
| Steve Krisiloff                                                                                   | (1979), (1981) e (1983-1984)                      | X | 0        | [ 73 ]  |
| Tom Frantz                                                                                        | (1979) e (1981-1982)                              | X | 0        | [ 74 ]  |
| Jerry Sneva                                                                                       | (1979-1982) e (1984)                              | Crower Cams, O'Hanlon e Spirit | 0        | [ 75 ]  |
| Tim Richmond                                                                                      | (1979-1981)                                       | S&M Electric e Mach I | 0        | [ 76 ]  |
| Larry Rice                                                                                        | (1979-1980)                                       | S&M Electric e Rhoades Competition | 0        | [ 77 ]  |
| Herm Johnson                                                                                      | (1979-1986)                                       | Mergard, Menard, Cannon, Pace Racing, Jet Engineering e Leader Card                                                                                | 0        | [ 78 ]  |
| John Mahler                                                                                       | (1979-1981)                                       | Intercomp | 0        | [ 79 ]  |
| Al Loquasto                                                                                       | (1979-1980) e (1982-1984)                         | | 0        | [ 80 ]  |
| Larry Cannon                                                                                      | (1979-1981) e (1984)                              | | 0        | [ 81 ]  |
| Dick Ferguson                                                                                     | (1979-1985) e (1987-1989)                         | | 0        | [ 82 ]  |
| Billy Scott                                                                                       | (1979)                                            | Wheel Center | 0        | [ 83 ]  |
| Phil Caliva                                                                                       | (1979-1981) e (1983-1984)                         | | 0        | [ 84 ]  |
| Gary Bettenhausen                                                                                 | (1980-1996)                                       | Agajanian, Armstrong Mould, Rhoades, Gohr, Bettenhausen, H & R Racing, Pabst, BC Pace, Leader Card, Scheid Tire Centers, Mann Motorsports e Menard | 0        | [ 85 ]  |
| Sheldon Kinser                                                                                    | (1979-1980)                                       | | 0        | [ 86 ]  |
| Tom Gloy                                                                                          | (1980) e (1984)                                   | | 0        | [ 87 ]  |
| Roger Rager                                                                                       | (1980-1981)                                       | | 0        | [ 88 ]  |
| Rick Muther                                                                                       | (1980)                                            | Pacific | 0        | [ 89 ]  |
| Bill Tempero                                                                                      | (1980-1984)                                       | | 0        | [ 90 ]  |
| Howdy Holmes                                                                                      | (1979-1980), (1982-1985) e (1988)                 | | 0        | [ 91 ]  |
| Roger Mears                                                                                       | (1979-1980) e (1982-1984)                         | | 0        | [ 92 ]  |
| Tom Bigelow                                                                                       | (1979-1985) e (1988-1989)                         | | 0        | [ 93 ]  |
| Billy Engelhart                                                                                   | (1980-1981)                                       | | 0        | [ 94 ]  |
| Jim McElreath                                                                                     | (1979-1984)                                       | | 0        | [ 95 ]  |
| Jerry Karl                                                                                        | (1980-1984)                                       | | 0        | [ 96 ]  |
| Dick Simon                                                                                        | (1979-1988)                                       | | 0        | [ 97 ]  |
| Greg Leffler                                                                                      | (1980-1983)                                       | | 0        | [ 98 ]  |
| Gordon Smiley                                                                                     | (1980-1982)                                       | | 0        | [ 99 ]  |
| Pete Halsmer                                                                                      | (1980) e (1982-1985)                              | | 0        | [ 100 ] |
| Bill Vukovich Jr                                                                                  | (1979-1982)                                       | | 0        | [ 101 ] |
| Cliff Hucul                                                                                       | (1979-1981)                                       | Hucul | 0        | [ 102 ] |
| Jan Sneva                                                                                         | (1980)                                            | BFM Enterprises | 0        | [ 103 ] |
| John Martin                                                                                       | (1979-1980)                                       | | 0        | [ 104 ] |
| A. J. Foyt                                                                                        | (1979-1993)                                       | | 0        | [ 105 ] |
| Ron Shuman                                                                                        | (1980)                                            | Stanton | 0        | [ 106 ] |
| Johnny Parsons                                                                                    | (1979-1989), (1991-1992) e (1994-1995)            | | 0        | [ 107 ] |
| Don Whittington Jr                                                                                | (1979-1980), (1982-1983) e (1985)                 | | 0        | [ 108 ] |
| John Wood                                                                                         | (1980)                                            | Mergard | 0        | [ 109 ] |
| Mike Chandler                                                                                     | (1980-1984)                                       | | 0        | [ 110 ] |
| George Snider                                                                                     | (1979-1980), (1982-1988) e (1992)                 | | 0        | [ 111 ] |
| Hurley Haywood                                                                                    | (1980-1982)                                       | Lindsey Hopkins e Wysard Motor Co | 0        | [ 112 ] |
| Phil Threshie                                                                                     | (1979-1981)                                       | Machinists Union Racing e Threshie | 0        | [ 113 ] |
| Larry Dickson                                                                                     | (1979-1981)                                       | Machinists Union Racing | 0        | [ 114 ] |
| Daniel Muñiz                                                                                      | (1980)                                            | Muñiz | 0        | [ 115 ] |
| Jerry Miller                                                                                      | (1980)                                            | Grant King Racers | 0        | [ 116 ] |
| Billie Harvey                                                                                     | (1980)                                            | Grant King Racers | 0        | [ 117 ] |
| Bob Frey                                                                                          | (1980-1981)                                       | Hoffman, Frantz e Jet | 0        | [ 118 ] |
| Juan Carlos Bolaños                                                                               | (1980)                                            | Intercomp | 0        | [ 119 ] |
| Michel Jourdain                                                                                   | (1980-1981)                                       | Shade Tree e Grupo-Acypsa | 0        | [ 120 ] |
| Ross Davis                                                                                        | (1980-1981)                                       | Davis | 0        | [ 121 ] |
| Bill Whittington                                                                                  | (1979-1981), (1983) e (1985)                      | Whittington Bros. e Arciero | 0        | [ 122 ] |
| Chip Mead                                                                                         | (1980-1983)                                       | Intercomp e Space | 0        | [ 123 ] |
| Tony Bettenhausen Jr                                                                              | (1980-1994)                                       | McElreath, Medlin, Agajanian, Bettenhausen, Provimi, All American Racers, Leader Card e Dale Coyne                                                 | 0        | [ 124 ] |
| Jeff Heywood                                                                                      | (1980)                                            | Pacific | 0        | [ 125 ] |
| Graham Rahal                                                                                      | (2007)                                            | Newman-Haas | 0        | [ 126 ] |
| David Martínez                                                                                    | (2006-2007)                                       | Forsythe | 0        | [ 127 ] |
| Dan Clarke                                                                                        | (2006-2007)                                       | CTE-HVM e Minardi | 0        | [ 128 ] |
| Simon Pagenaud                                                                                    | (2007)                                            | Team Australia | 0        | [ 129 ] |
| Katherine Legge                                                                                   | (2006-2007)                                       | KV Racing e Dale Coyne | 0        | [ 130 ] |
| Neel Jani                                                                                         | (2007)                                            | PKV | 0        | [ 131 ] |
| Tristan Gommendy                                                                                  | (2007)                                            | PKV | 0        | [ 132 ] |
| Ryan Dalziel                                                                                      | (2005) e (2007)                                   | Dale Coyne e Pacific | 0        | [ 133 ] |
| Alex Figge                                                                                        | (2007)                                            | Pacific | 0        | [ 134 ] |
| Jan Heylen                                                                                        | (2006-2007)                                       | Dale Coyne e Conquest | 0        | [ 135 ] |
| Matt Halliday                                                                                     | (2007)                                            | Conquest | 0        | [ 136 ] |
| Buddy Rice                                                                                        | (2006)                                            | Forsythe | 0        | [ 137 ] |
| Antonio Pizzonia                                                                                  | (2006)                                            | Rocketsports | 0        | [ 138 ] |
| Tõnis Kasemets                                                                                    | (2006)                                            | Rocketsports | 0        | [ 139 ] |
| Ryan Briscoe                                                                                      | (2006)                                            | RuSPORT | 0        | [ 140 ] |
| Juan Cáceres                                                                                      | (2006)                                            | Dale Coyne | 0        | [ 141 ] |
| Andreas Wirth                                                                                     | (2006)                                            | Dale Coyne | 0        | [ 142 ] |
| Andrew Ranger                                                                                     | (2005-2006)                                       | Conquest | 0        | [ 143 ] |
| Charles Zwolsman                                                                                  | (2005-2006)                                       | Team Australia e Conquest | 0        | [ 144 ] |
| Björn Wirdheim                                                                                    | (2005)                                            | HVM | 0        | [ 145 ] |
| Fabrizio del Monte                                                                                | (2005)                                            | Jensen | 0        | [ 146 ] |
| Homero Richards                                                                                   | (2005)                                            | CTE-HVM | 0        | [ 147 ] |
| Ronnie Bremer                                                                                     | (2005)                                            | CTE-HVM | 0        | [ 148 ] |
| Alex Sperafico                                                                                    | (2003-2005)                                       | Dale Coyne, Conquest e CTE-HVM | 0        | [ 149 ] |
| Rodolfo Lavín                                                                                     | (2003-2005)                                       | Walker, Forsythe e CTE-HVM | 0        | [ 150 ] |
| Marcus Marshall                                                                                   | (2005)                                            | Team Australia | 0        | [ 151 ] |
| Timo Glock                                                                                        | (2005)                                            | Rocketsports | 0        | [ 152 ] |
| Ryan Hunter-Reay                                                                                  | (2003-2005)                                       | Johansson, HVM e Rocketsports | 0        | [ 153 ] |
| Michael McDowell                                                                                  | (2005)                                            | Rocketsports | 0        | [ 154 ] |
| Ricardo Sperafico                                                                                 | (2005)                                            | Dale Coyne | 0        | [ 155 ] |
| Michael Valiante                                                                                  | (2004-2005)                                       | Walker e Dale Coyne | 0        | [ 156 ] |
| Tarso Marques                                                                                     | (1999-2000) e (2004-2005)                         | Team Penske e Dale Coyne | 0        | [ 157 ] |
| Jorge Goeters                                                                                     | (2005)                                            | PKV | 0        | [ 158 ] |
| Mário Haberfeld                                                                                   | (2003-2004)                                       | Conquest e Dale Coyne | 0        | [ 159 ] |
| David Besnard                                                                                     | (2004)                                            | Walker | 0        | [ 160 ] |
| Memo Gidley                                                                                       | (1999-2001) e (2004)                              | Walker, Payton-Coyne, Forsythe, Della Penna, Chip Ganassi e Rocketsports                                                                           | 0        | [ 161 ] |
| Guy Smith                                                                                         | (2004)                                            | Rocketsports | 0        | [ 162 ] |
| Michel Jourdain Jr                                                                                | (1996-2004)                                       | Simon, Payton-Coyne, Bettenhausen, Rahal e RuSPORT                                                                                                 | 0        | [ 163 ] |
| Roberto González                                                                                  | (2003-2004)                                       | Dale Coyne, Herdez e PKV | 0        | [ 164 ] |
| Gastón Mazzacane                                                                                  | (2004)                                            | Dale Coyne | 0        | [ 165 ] |
| Jaroslav Janiš                                                                                    | (2004)                                            | Dale Coyne | 0        | [ 166 ] |
| Darren Manning                                                                                    | (2002-2003)                                       | Saint George, Dale Coyne e Walker | 0        | [ 167 ] |
| Luis Díaz                                                                                         | (2002-2003)                                       | Fernández e Walker | 0        | [ 168 ] |
| Tiago Monteiro                                                                                    | (2003)                                            | Fittipaldi-Dingman | 0        | [ 169 ] |
| Alex Yoong                                                                                        | (2003)                                            | Dale Coyne | 0        | [ 170 ] |
| Gualter Salles                                                                                    | (1997-2000) e (2003)                              | Davis, Payton-Coyne, Bettenhausen, All American Racers e Dale Coyne                                                                                | 0        | [ 171 ] |
| Geoff Boss                                                                                        | (2003)                                            | Dale Coyne | 0        | [ 172 ] |
| Joël Camathias                                                                                    | (2003)                                            | Dale Coyne | 0        | [ 173 ] |
| Patrick Lemarié                                                                                   | (2003)                                            | PKR | 0        | [ 174 ] |
| Mika Salo                                                                                         | (2003)                                            | PKR | 0        | [ 175 ] |
| Tora Takagi                                                                                       | (2001-2002)                                       | Walker | 0        | [ 176 ] |
| André Lotterer                                                                                    | (2002)                                            | Dale Coyne | 0        | [ 177 ] |
| Townsend Bell                                                                                     | (2001-2002)                                       | Patrick | 0        | [ 178 ] |
| Shinji Nakano                                                                                     | (2000-2002)                                       | Walker e Fernández | 0        | [ 179 ] |
| Nicolas Minassian                                                                                 | (2001)                                            | Chip Ganassi | 0        | [ 180 ] |
| Michael Krumm                                                                                     | (2001)                                            | Dale Coyne | 0        | [ 181 ] |
| Luiz Garcia Jr.                                                                                   | (1999-2001)                                       | Payton-Coyne, Hogan e Arciero | 0        | [ 182 ] |
| Max Wilson                                                                                        | (2001)                                            | Arciero-Brooke e Blair | 0        | [ 183 ] |
| Alex Barron                                                                                       | (1998-2001)                                       | All American Racers, Penske, Dale Coyne e Arciero-Blair                                                                                            | 0        | [ 184 ] |
| Casey Mears                                                                                       | (2000-2001)                                       | Rahal e Mo Nunn | 0        | [ 185 ] |
| Norberto Fontana                                                                                  | (2000)                                            | Della Penna | 0        | [ 186 ] |
| Jason Bright                                                                                      | (2000)                                            | Della Penna | 0        | [ 187 ] |
| Takuya Kurosawa                                                                                   | (2000)                                            | Dale Coyne | 0        | [ 188 ] |
| Gonzalo Rodríguez                                                                                 | (1999)                                            | Penske | 0        | [ 189 ] |
| Naoki Hattori                                                                                     | (1999)                                            | Walker | 0        | [ 190 ] |
| Richie Hearn                                                                                      | (1996-1999)                                       | Della Penna | 0        | [ 191 ] |
| Shigeaki Hattori                                                                                  | (1999)                                            | Bettenhausen | 0        | [ 192 ] |
| Dennis Vitolo                                                                                     | (1988-1989), (1991-1992) e (1994-1999)            | Bettenhausen, Dale Coyne, Walker, Dick Simon, Pagan, Project Indy e Payton Coyne                                                                   | 0        | [ 193 ] |
| P. J. Jones                                                                                       | (1996-1999)                                       | All American Racers e Patrick | 0        | [ 194 ] |
| Jan Magnussen                                                                                     | (1996) e (1999)                                   | Hogan-Penske e Patrick | 0        | [ 195 ] |
| Raul Boesel                                                                                       | (1985-1990), (1992-1997) e (1999)                 | Dick Simon, Granatelli, Shierson, Truesports, Rahal-Hogan, Green, Patrick e All American Racers                                                    | 0        | [ 196 ] |
| Andrea Montermini                                                                                 | (1993-1994) e (1999)                              | Euromotorsport, Payton Coyne, King, Project Indy e All American Racers                                                                             | 0        | [ 197 ] |
| JJ Lehto                                                                                          | (1998)                                            | Hogan | 0        | [ 198 ] |
| Hideshi Matsuda                                                                                   | (1992), (1994-1995) e (1998)                      | Della Penna | 0        | [ 199 ] |
| Domenico Schiattarella                                                                            | (1994-1995) e (1998)                              | Project Indy | 0        | [ 200 ] |
| Hiro Matsushita                                                                                   | (1990-1998)                                       | Simon, Walker, Arciero-Wells e Payton Coyne | 0        | [ 201 ] |
| Vincenzo Sospiri                                                                                  | (1998)                                            | All American Racers | 0        | [ 202 ] |
| Arnd Meier                                                                                        | (1997-1998)                                       | Project Indy e Davis | 0        | [ 203 ] |
| Paul Jasper                                                                                       | (1997)                                            | X | 0        | [ 204 ] |
| Christian Danner                                                                                  | (1992-1995) e (1997)                              | Euromotorsport, Project Indy e Payton-Coyne | 0        | [ 205 ] |
| Charlie Nearburg                                                                                  | (1997)                                            | X | 0        | [ 206 ] |
| Parker Johnstone                                                                                  | (1994-1997)                                       | Comptech Racing e Team Green | 0        | [ 207 ] |
| Juan Manuel Fangio II                                                                             | (1995-1997)                                       | PacWest e All-American Racers | 0        | [ 208 ] |
| Mike Groff                                                                                        | (1990-1996)                                       | Foyt, Walker e Byrd-Cunningham | 0        | [ 209 ] |
| Fredrik Ekblom                                                                                    | (1994-1996)                                       | McCormack, Foyt e Walker | 0        | [ 210 ] |
| Marco Greco                                                                                       | (1993-1996)                                       | Arciero, Sovereign, Galles, Simon e Scandia | 0        | [ 211 ] |
| Eliseo Salazar                                                                                    | (1995-1996)                                       | Simon | 0        | [ 212 ] |
| Carlos Guerrero                                                                                   | (1995-1996)                                       | Scandia/Simon | 0        | [ 213 ] |
| Eddie Lawson                                                                                      | (1996)                                            | Galles | 0        | [ 214 ] |
| Davy Jones                                                                                        | (1987, 1989 e 1993-1996)                          | X | 0        | [ 215 ] |
| Stefan Johansson                                                                                  | (1992-1996)                                       | Bettenhausen | 0        | [ 216 ] |
| Jeff Krosnoff                                                                                     | (1996)                                            | Arciero-Wells | 0        | [ 217 ] |
| Lyn St. James                                                                                     | (1992-1995)                                       | Dick Simon | 0        | [ 218 ] |
| Dean Hall                                                                                         | (1990-1991) e (1995)                              | Dale Coyne, Leader Card e Dick Simon | 0        | [ 219 ] |
| Eddie Cheever                                                                                     | (1986) e (1990-1995)                              | Arciero, Chip Ganassi, Turley, Menard, Dick Simon, King e Foyt                                                                                     | 0        | [ 220 ] |
| Brian Till                                                                                        | (1992-1995)                                       | Robco, Turley e Foyt | 0        | [ 221 ] |
| Scott Sharp                                                                                       | (1993-1995)                                       | Bettenhausen, PacWest e Foyt | 0        | [ 222 ] |
| Éric Bachelart                                                                                    | (1992-1993) e (1995)                              | Dale Coyne e Payton-Coyne | 0        | [ 223 ] |
| Buddy Lazier                                                                                      | (1989-1995)                                       | Team Lazier, Hemelgarn, Arciero, Gary Trout Motorsports, Dale Coyne, Walther, Walker, Leader Card, Dick Simon, Project Indy, Payton-Coyne e Menard | 0        | [ 224 ] |
| Ross Bentley                                                                                      | (1990-1995)                                       | Spirit of Vancouver, Dale Coyne e Payton-Coyne | 0        | [ 225 ] |
| Franck Fréon                                                                                      | (1994-1995)                                       | Project Indy, Euromotorsport, Indy Regency e Payton-Coyne                                                                                          | 0        | [ 226 ] |
| Alessandro Zampedri                                                                               | (1994-1995)                                       | Euromotorsport e Dale Coyne | 0        | [ 227 ] |
| Roberto Guerrero                                                                                  | (1984-1995)                                       | Bignotti-Cotter, Team Cotter, Granatelli, Morales, Patrick, King, Euromotorsport e Pagan                                                           | 0        | [ 228 ] |
| Scott Brayton                                                                                     | (1981-1995)                                       | Brayton, Hemelgarn, Simon e Menard | 0        | [ 229 ] |
| Michael Greenfield                                                                                | (1989-1991) e (1994-1995)                         | Greenfield, Bettenhausen e Dale Coyne | 0        | [ 230 ] |
| Hubert Stromberger                                                                                | (1995)                                            | Project Indy | 0        | [ 231 ] |
| Stan Fox                                                                                          | (1984) e (1987-1995)                              | Pabst, Foyt, Kent Baker, Hemelgarn | 0        | [ 232 ] |
| Davey Hamilton                                                                                    | (1991), (1993) e (1995)                           | Hemelgarn e Senter Sculley | 0        | [ 233 ] |
| Jim Crawford                                                                                      | (1984-1995)                                       | Wachs, H&R Racing, Wysard, Canadian Tire, Pace Racing, March, Patrick, King, Menard, Riley & Scott e Hemelgarn                                     | 0        | [ 234 ] |
| Mark Smith                                                                                        | (1993-1994)                                       | Arciero e Walker | 0        | [ 235 ] |
| Willy T. Ribbs                                                                                    | (1984-1985) e (1990-1994)                         | Shierson, AMI Racing, Raynor e Walker | 0        | [ 236 ] |
| Dominic Dobson                                                                                    | (1985-1995)                                       | Leader Card, Dobson, Dale Coyne, Bayside Disposal, Burns Racing e PacWest                                                                          | 0        | [ 237 ] |
| Robbie Buhl                                                                                       | (1993-1994)                                       | Beck, Menard, Sinden, Foyt, Tri-Star Motorsports e Dreyer & Reinbold                                                                               | 0        | [ 238 ] |
| Johnny Unser                                                                                      | (1993-1994)                                       | Project Indy, Hemelgarn, Byrd-Cunningham e Indy Regency                                                                                            | 0        | [ 239 ] |
| Mauro Baldi                                                                                       | (1994)                                            | X | 0        | [ 240 ] |
| Giovanni Lavaggi                                                                                  | (1995-1996)                                       | Euromotorsport e Leader Card | 0        | [ 241 ] |
| Jeff Wood                                                                                         | (1983, 1985, 1987 e 1989-1994)                    | X | 0        | [ 242 ] |
| Claude Bourbonnais                                                                                | (1994)                                            | ProFormance e McCormack | 0        | [ 243 ] |
| Tero Palmroth                                                                                     | (1988-1992) e (1994-1995)                         | Simon, Gohr, Hemelgarn, Euromotorsport, Paragon, Walker, Team Losi                                                                                 | 0        | [ 244 ] |
| David Kudrave                                                                                     | (1993-1994)                                       | Euromotorsport | 0        | [ 245 ] |
| Jeff Andretti                                                                                     | (1990-1994)                                       | TEAMKAR International, Bayside Disposal, Foyt, Pagan, Euromotorsport e Hemelgarn                                                                   | 0        | [ 246 ] |
| Gary Brabham                                                                                      | (1993-1994)                                       | Simon e Bettenhausen | 0        | [ 247 ] |
| Robbie Groff                                                                                      | (1994)                                            | Bettenhausen | 0        | [ 248 ] |
| Didier Theys                                                                                      | (1987-1995)                                       | Newman Teamworks, Truesports, Simon, Arciero, Hemelgarn, Granatelli, Foyt, Leader Card, Pennzoil, Delta Faucets, Kino's e Project Indy             | 0        | [ 249 ] |
| Stéphan Grégoire                                                                                  | (1993-1994)                                       | Formula Project, Simon e McCormack | 0        |         |
| John Brooks                                                                                       | (1993)                                            | Simon | 0        |         |
| Bertrand Gachot                                                                                   | (1993)                                            | Simon | 0        |         |
| Andrea Chiesa                                                                                     | (1993)                                            | Euromotorsport | 0        |         |
| Brian Bonner                                                                                      | (1992-1993)                                       | Dale Coyne, Gilmore e NuTech | 0        |         |
| Rocky Moran                                                                                       | (1981), (1985-1990) e (1992-1994)                 | All American Racers, Leader Card, Gohr, Walther e Gilmore                                                                                          | 0        |         |
| Olivier Grouillard                                                                                | (1993)                                            | Indy Regency | 0        |         |
| Nelson Piquet                                                                                     | (1992-1993)                                       | Menard | 0        |         |
| Josele Garza                                                                                      | (1980-1987)                                       | Garza e Machinists Union | 0        |         |
| Jim Hurtubise                                                                                     | (1979-1980)                                       | x | 0        | [ 250 ] |
| Bob Harkey                                                                                        | (1979)                                            | Grant King Racing | 0        | [ 251 ] |
| Frank Weiss                                                                                       | (1979)                                            | BFM Enterprises | 0        | [ 252 ] |
| Buddie Boys                                                                                       | (1980)                                            | Rasmussen | 0        | [ 253 ] |
| Dean Vetrock                                                                                      | (1980)                                            | Vetrock Racing | 0        | [ 254 ] |
| Bruce Hill                                                                                        | (1980)                                            | O'Hanlon | 0        | [ 255 ] |
| Chip Ganassi                                                                                      | (1982-1986)                                       | Forsythe, Rhoades, Patrick, Machinists Union Racing, Gilmore e Kouros                                                                              | 0        | [ 256 ] |
| Jim Buick                                                                                         | (1981)                                            | Buick | 0        | [ 257 ] |
| Bob Lazier                                                                                        | (1981)                                            | Fletcher | 0        | [ 258 ] |
| Harry MacDonald                                                                                   | (1981)                                            | Armstrong Mould Racing Team | 0        | [ 259 ] |
| Orio Trice                                                                                        | (1981)                                            | Rager | 0        | [ 260 ] |
| Geoff Brabham                                                                                     | (1981-1987) e (1989-1991) e (1993-1994)           | Kraco, All American Racers, Pentax Super, Team VDS, Wysard, Galles, Penske, Truesports, King e Menard                                              | 0        | [ 261 ] |
| Ken Hamilton                                                                                      | (1981-1982)                                       | Hamilton | 0        | [ 262 ] |
| Steve Chassey                                                                                     | (1981, 1983-1990 e 1992)                          | Jet, Alex Foods Racing, Gohr, H&R Racing, Arciero, Linda Laughery, Trout, Baker, Bettenhausen, Mann e Euromotorsport                               | 0        |         |
| Teddy Pilette                                                                                     | (1981)                                            | Mergard | 0        |         |
| Phil Krueger                                                                                      | (1981-1989 e 1991)                                | Hunt, Luxury Racers, McCray, Krueger, Mergard, Leader Card, Raynor, R Kent Baker Racing e US Engineering                                           | 0        |         |
| Jim Hickman                                                                                       | (1982)                                            | Rattlesnake | 0        |         |
| Chris Kneifel                                                                                     | (1982-1984)                                       | Metametrix, Primus e Corvette | 0        |         |
| Chet Fillip                                                                                       | (1982-1985)                                       | Circle Bar Auto Racing | 0        |         |
| Derek Daly                                                                                        | (1982-1989)                                       | Wysard Motor Co, Bettenhausen, Daly, CURB, BC Pace e Raynor                                                                                        | 0        |         |
| Tom Klausler                                                                                      | (1983)                                            | Douglas Schulz | 0        |         |
| Desiré Wilson                                                                                     | (1983-1984 e 1986)                                | Wysard Motor Co, Porsche-Kremer e Machinists Union Racing                                                                                          | 0        |         |
| Doug Heveron                                                                                      | (1983)                                            | Rhoades | 0        |         |
| Randy Lewis                                                                                       | (1983-1984 e 1986-1991)                           | Randy Lewis, Wysard Motor Co, Machinists Union Racing, Raynor, Leader Card, TEAMKAR International e Arciero                                        | 0        |         |
| Jorge Koechlin                                                                                    | (1983)                                            | Dick Simon | 0        |         |
| Patrick Bedard                                                                                    | (1982-1984)                                       | Brayton | 0        |         |
| Drake Olson                                                                                       | (1983)                                            | GTS | 0        |         |
| Bob Ward                                                                                          | (1983)                                            | Ward | 0        |         |
| Chuck Ciprich                                                                                     | (1983-1984)                                       | BC Pace | 0        |         |
| Al Holber                                                                                         | (1984 e 1987)                                     | Morales e Porsche | 0        |         |
| Corrado Fabi                                                                                      | (1984)                                            | Forsythe | 0        |         |
| Bruno Giacomelli                                                                                  | (1984-1985)                                       | Theodore e Patrick | 0        |         |
| John Morton                                                                                       | (1984, 1986 e 1990)                               | Center Line, Jet e Gohr | 0        |         |
| Ed Pimm                                                                                           | (1984-1988)                                       | CURB, Jet, Gurney-CURB e Trout | 0        |         |
| José Romero                                                                                       | (1984)                                            | WIT Promotions | 0        |         |
| Kenneth Acheson                                                                                   | (1984)                                            | WIT Promotions | 0        |         |
| Graham McRae                                                                                      | (1984 e 1987)                                     | BC Pace e NFW | 0        |         |
| Ludwig Heimrath Jr                                                                                | (1984-1985 e 1987-1989)                           | Canadian Tire, Truesports, Dick Simon, Arciero e Hemelgarn                                                                                         | 0        |         |
| Dale Coyne                                                                                        | (1984-1989 e 1991)                                | Dale Coyne | 0        |         |
| Peter Kuhn                                                                                        | (1984)                                            | Machinists Union Racing | 0        |         |
| Mike Nish                                                                                         | (1984 e 1986)                                     | Dick Simon e Machinists Union Racing | 0        |         |
| Mike Thackwell                                                                                    | (1984)                                            | Penske | 0        |         |
| Alan Jones                                                                                        | (1985)                                            | Newman-Haas | 0        |         |
| Jan Lammers                                                                                       | (1985-1986)                                       | Forsythe, Armstrong Mould, All American Racers e Machinists Union Racing                                                                           | 0        |         |
| Michael Roe                                                                                       | (1985)                                            | Hemelgarn | 0        |         |
| Enrique Mansilla                                                                                  | (1985)                                            | Hemelgarn | 0        |         |
| Rupert Keegan                                                                                     | (1985)                                            | Machinists Union Racing | 0        |         |
| Randy Lanier                                                                                      | (1985-1986)                                       | Arciero | 0        |         |
| Ian Ashley                                                                                        | (1985-1987)                                       | Hess e Dick Simon | 0        |         |
| Sammy Swindell                                                                                    | (1985-1987)                                       | Patrick e Machinists Union Racing | 0        |         |
| Rich Vogler                                                                                       | (1985-1990)                                       | Leader Card, Alex Foods Racing, Hemelgarn, Machinists Union Racing                                                                                 | 0        |         |
| Chico Serra                                                                                       | (1985)                                            | Theodore | 0        |         |
| Chip Robinson                                                                                     | (1986-1987)                                       | Dick Simon e Holbert | 0        |         |
| Rick Miaskiewicz                                                                                  | (1986-1987)                                       | Mosquito Racing e Machinists Union Racing | 0        |         |
| Jeff MacPherson                                                                                   | (1986-1987)                                       | Arciero e Galles | 0        |         |
| Tom Phillips                                                                                      | (1986)                                            | Dick Simon | 0        |         |
| Fabrizio Barbazza                                                                                 | (1987, 1989 e 1992)                               | Arciero | 0        |         |
| Davy Jones                                                                                        | (1987, 1989 e 1993-1996)                          | Gilmore, Newman Teamworks, Euromotorsport, King e Galles                                                                                           | 0        |         |
| Wally Dallenbach Jr.                                                                              | (1987 e 1990)                                     | Machinists Union Racing e Dick Simon | 0        |         |
| John Richards                                                                                     | (1987)                                            | Dick Simon | 0        |         |
| Fulvio Ballabio                                                                                   | (1987-1990)                                       | Dick Simon e Dale Coyne | 0        |         |
| John Jones                                                                                        | (1988-1989 e 1991-1992)                           | Arciero e Protofab | 0        |         |
| Scott Atchison                                                                                    | (1988-1989)                                       | Machinists Union Racing e Euromotorsport | 0        |         |
| Bernard Jourdain                                                                                  | (1988-1991)                                       | Andale Racing e Foyt | 0        |         |
| Bill Vukovich III                                                                                 | (1988-1990)                                       | Gohr e Hemelgarn | 0        |         |
| Ken Johnson                                                                                       | (1988-1989)                                       | Hemelgarn e Dale Coyne | 0        |         |
| Jean-Pierre Frey                                                                                  | (1988-1989)                                       | Dick Simon, Euromotorsport e Bettenhausen | 0        |         |
| Steve Bren                                                                                        | (1988 e 1990)                                     | BDR | 0        |         |
| Darin Brassfield                                                                                  | (1988)                                            | KargoStopper | 0        |         |
| Guido Daccò                                                                                       | (1989-1992)                                       | Dale Coyne, ATEC Environmental, Euromotorsport, Bettenhausen, Burns, Nu-Tech Motorsports e Genoa                                                   | 0        |         |
| James Weaver                                                                                      | (1989)                                            | Dyson | 0        |         |
| Steve Saleen                                                                                      | (1989)                                            | Saleen Automotive | 0        |         |
| Jon Beekhuis                                                                                      | (1989-1992)                                       | Bettenhausen, P. I. G. Racing, Gohr, Walker e Foyt                                                                                                 | 0        |         |
| Scott Harrington                                                                                  | (1989)                                            | U.S. Engineering | 0        |         |
| Mark Dismore                                                                                      | (1989, 1991 e 1992)                               | Mann e Arciero | 0        |         |
| Joe Sposato                                                                                       | (1989 e 1990)                                     | Bettenhausen e Simon | 0        |         |
| Ted Prappas                                                                                       | (1991-1992)                                       | P.I.G. Entreprises | 0        |         |
| Cornelius Euser                                                                                   | (1991)                                            | Bettenhausen | 0        |         |
| Franco Scapini                                                                                    | (1991)                                            | Euromotorsport | 0        |         |
| Nicola Marozzo                                                                                    | (1991-1992)                                       | Euromotorsport | 0        |         |
| Ross Cheever                                                                                      | (1992)                                            | Foyt | 0        |         |
| Jovy Marcelo                                                                                      | (1992)                                            | Euromotorsport | 0        |         |
| Vinicio Salmi                                                                                     | (1992)                                            | Euromotorsport | 0        |         |
| Jay Hill                                                                                          | (1992)                                            | Burns | 0        |         |
| Gregor Foitek                                                                                     | (1992)                                            | Foyt | 0        | [ 263 ] |
| Tony de Tommaso                                                                                   | (1991-1992)                                       | Euromotorsport e Collex | 0        | [ 264 ] |
| Philippe Gache                                                                                    | (1992)                                            | Simon | 0        | [ 265 ] |
| Eldon Rasmussen                                                                                   | (1979)                                            | BFM Enterprises | 0        | [ 266 ] |
| Janet Guthrie                                                                                     | (1979-1980)                                       | AMI Racing e Lindsey Hopkins Racing | 0        | [ 267 ] |
| Pilotos que foram inscritos, mas não conseguiram classificação para uma prova sequer na Champ Car |                                                   | |          |         |
| Richard Hubbard                                                                                   | (1982-1983)                                       | Matra | —        | [ 268 ] |
| Rick DeLorto                                                                                      | (1982)                                            | Bellasi | —        | [ 269 ] |
| Bob Brutto                                                                                        | (1982)                                            | Bellasi | —        | [ 270 ] |
| Ray Lipper                                                                                        | (1982)                                            | Bellasi | —        | [ 271 ] |
| Bobby Olivero                                                                                     | (1982)                                            | Pontiac | —        | [ 272 ] |
| Leroy van Conett                                                                                  | (1982)                                            | Surtees | —        | [ 273 ] |
| Tod Tuttle                                                                                        | (1982)                                            | Oldsmobile | —        | [ 274 ] |
| John Raecker                                                                                      | (1982)                                            | Surtees | —        | [ 275 ] |
| Barry Ruble                                                                                       | (1983-1984)                                       | Matra | —        | [ 276 ] |
| Mark Alderson                                                                                     | (1983-1984)                                       | Matra | —        | [ 277 ] |
| Amber Furst                                                                                       | (1983)                                            | Tecno | —        | [ 278 ] |
| Mack McClellan                                                                                    | (1983)                                            | Spirit | —        | [ 279 ] |
| Dave Peperak                                                                                      | (1983)                                            | Ralt | —        | [ 280 ] |
| Dave McMillan                                                                                     | (1983)                                            | Spirit | —        | [ 281 ] |
| Bill Puterbaugh                                                                                   | (1983)                                            | Martini | —        | [ 282 ] |
| David Leslie                                                                                      | (1983)                                            | RAM Racing | —        | [ 283 ] |
| Steve Hostetler                                                                                   | (1984)                                            | Ellme | —        | [ 284 ] |
| Price Cobb                                                                                        | (1984)                                            | Wysard | —        | [ 285 ] |
| Brad Murphey                                                                                      | (1984)                                            | Wysard | —        | [ 286 ] |
| Frank Chianelli                                                                                   | (1985)                                            | Theodore | —        | [ 287 ] |
| Ken Schrader                                                                                      | (1985)                                            | Schrader | —        | [ 288 ] |
| Giupponi França                                                                                   | (1988)                                            | GF Racing | —        | [ 289 ] |
| José Romano                                                                                       | (1988)                                            | GF Racing | —        | [ 290 ] |
| Harry Sauce                                                                                       | (1988)                                            | Mergard | —        | [ 291 ] |
| Steve Butler                                                                                      | (1989)                                            | Stoops Freightliner | —        | [ 292 ] |
| Andy Hillenburg                                                                                   | (1989)                                            | Hoover | —        | [ 293 ] |
| Robby Unser                                                                                       | (1989)                                            | Hemelgarn | —        | [ 294 ] |
| Kevin Whitesides                                                                                  | (1989)                                            | Bernstein | —        | [ 295 ] |
| Steve Barclay                                                                                     | (1990)                                            | CURB | —        | [ 296 ] |
| Kenji Momota                                                                                      | (1990) e (1992)                                   | TEAMKAR International | —        | [ 297 ] |
| Davey Hamilton                                                                                    | (1991), (1993) e (1995)                           | Hemelgarn e Senter Sculley | —        | [ 298 ] |
| John Brooks                                                                                       | (1993)                                            | Paragon | —        | [ 299 ] |
| Russell Spence                                                                                    | (1994)                                            | Cheever | —        | [ 300 ] |
| Jeff Ward                                                                                         | (1995)                                            | Arizona | —        | [ 301 ] |
| Piloto que fez apenas testes na Champ Car                                                         |                                                   | |          |         |
| Zsolt Baumgartner                                                                                 | (2007)                                            | Minardi | —        | [ 302 ] |
| Pilotos que disputariam a temporada 2008 e fizeram apenas testes                                  |                                                   | |          |         |
| Ernesto Viso                                                                                      | (2008)*                                           | Minardi | —        | [ 303 ] |
| Enrique Bernoldi                                                                                  | (2008)*                                           | Rocketsports | —        | [ 304 ] |
| Mario Moraes                                                                                      | (2008)*                                           | Dale Coyne | —        | [ 305 ] |
| Alex Figge                                                                                        | (2008)*                                           | Pacific | —        | [ 306 ] |
| Franck Perera                                                                                     | (2008)*                                           | Conquest | —        | [ 307 ] |
| Franck Montagny                                                                                   | (2008)*                                           | Conquest | —        | [ 308 ] |

- A temporada da Champ Car World Series de 2008 foi cancelada após a unificação com a IndyCar Series de 2008, formando apenas um campeonato de "carros Indy".[309]